# Ronde van Frankrijk 2011/Tweede etappe
De tweede etappe van de Ronde van Frankrijk 2011 werd verreden op zondag 3 juli. Het was een ploegentijdrit over een afstand van 23 kilometer, met begin- en eindpunt in Les Essarts.

## Verloop
Deze ploegentijdrit werd betwist op een volledig vlak parcours. Al vroeg in de wedstrijd zette Team Garmin-Cervélo een sterke chrono neer, waartegen zelfs Sky ProCycling met specialisten Geraint Thomas en Bradley Wiggins niet opgewassen waren. Team Leopard-Trek zette onder de sterke leiding van Fabian Cancellara nog een mooie tijd neer, ondanks de passieve rol van de gebroeders Schleck. Saxo Bank-Sungard met Alberto Contador moesten uiteindelijk nog bijna een halve minuut prijsgeven op hun voornaamste concurrenten. Het enige spectaculaire moment in de wedstrijd was de val van de Oostenrijker Bernhard Eisel, waardoor zijn ploeg Team HTC-High Road met een man minder kwam te zitten en daardoor mogelijk de eindwinst verspeelde. Even werd het nog spannend toen BMC Racing Team met Cadel Evans afstevende op de gele trui. Hij strandde echter op een seconde van Thor Hushovd die het geel pakte. Niet onverwacht kwam Omega Pharma-Lotto er niet echt aan te pas. Philippe Gilbert verloor het geel en een halve minuut op Hushovd.

### Tussenstanden
| 1. Tussenstand Boulogne (na 9 km) |                     |        |
| Plaats                            | Ploeg               | Tijd   |
| 1                                 | Sky ProCycling      | 09'02" |
| 2                                 | Team Garmin-Cervélo | + 1"   |
| 3                                 | BMC Racing Team     | + 2"   |

| 2. Tussenstand La Merlatière (na 14,5 km) |                     |        |
| Plaats                                    | Ploeg               | Tijd   |
| 1                                         | Team Garmin-Cervélo | 16'54" |
| 2                                         | Sky ProCycling      | + 4"   |
| 3                                         | BMC Racing Team     | + 6"   |

## Uitslagen
| Rituitslag |                     |        |
| Plaats     | Ploeg               | Tijd   |
| 1          | Team Garmin-Cervélo | 24'48" |
| 2          | BMC Racing Team     | +4"    |
| 3          | Sky ProCycling      | z.t    |
| 4          | Team Leopard-Trek   | +5"    |
| 5          | Team HTC-High Road  | z.t    |
| 6          | Team RadioShack     | +10"   |
| 7          | Rabobank            | +12"   |
| 8          | Saxo Bank-Sungard   | +28"   |
| 9          | Pro Team Astana     | +32"   |
| 10         | Omega Pharma-Lotto  | +39"   |

## Klassementen
| Algemeen Klassement |                      |                     |          |
| Plaats              | Naam                 | Ploeg               | Tijd     |
| Gele trui           | Thor Hushovd         | Team Garmin-Cervélo | 5u06'25" |
| 2                   | David Millar         | Team Garmin-Cervélo | z.t.     |
| 3                   | Cadel Evans          | BMC Racing Team     | +1"      |
| 4                   | Geraint Thomas       | Sky ProCycling      | +4"      |
| 5                   | Linus Gerdemann      | Team Leopard-Trek   | z.t      |
| 6                   | Fränk Schleck        | Team Leopard-Trek   | z.t      |
| 7                   | Fabian Cancellara    | Team Leopard-Trek   | z.t      |
| 8                   | Edvald Boasson Hagen | Sky ProCycling      | z.t      |
| 9                   | Manuel Quinziato     | BMC Racing Team     | z.t      |
| 10                  | Andy Schleck         | Team Leopard-Trek   | z.t      |
|                     |                      |                     |          |
| 25                  | Robert Gesink        | Rabobank            | +12"     |
| 30                  | Philippe Gilbert     | Omega Pharma-Lotto  | +33"     |

| Ploegenklassement |                     |           |
| Plaats            | Ploeg               | Tijd      |
|                   | Team Garmin-Cervélo | 14u29'39" |
| 2                 | BMC Racing Team     | + 00'01"  |
| 3                 | Team Leopard-Trek   | + 00'04"  |
| 4                 | Sky ProCycling      | z.t.      |
| 5                 | Team HTC-High Road  | + 00'05"  |
| 6                 | Team RadioShack     | + 00'10"  |
| 7                 | Pro Team Astana     | + 00'32"  |
| 8                 | Omega Pharma-Lotto  | + 00'33"  |
| 9                 | Team Europcar       | + 00'50"  |
| 10                | Quick Step          | + 00'56"  |

## Nevenklassementen
| Puntenklassement |                  |                     |        |
| Plaats           | Naam             | Ploeg               | Punten |
| Groene trui      | Philippe Gilbert | Omega Pharma-Lotto  | 45     |
| 2                | Cadel Evans      | BMC Racing Team     | 35     |
| 3                | Thor Hushovd     | Team Garmin-Cervélo | 30     |
|                  |                  |                     |        |
| 9                | Lieuwe Westra    | Vacansoleil-DCM     | 17     |

| Bergklassement |                  |                    |        |
| Plaats         | Naam             | Ploeg              | Punten |
| Bolletjestrui  | Philippe Gilbert | Omega Pharma-Lotto | 1      |
| 2              |                  |                    |        |
| 3              |                  |                    |        |

| Jongerenklassement |                      |                    |          |
| Plaats             | Naam                 | Ploeg              | Tijd     |
| Witte trui         | Geraint Thomas       | Sky ProCycling     | 5u06'29" |
| 2                  | Edvald Boasson Hagen | Sky ProCycling     | z.t.     |
| 3                  | Tejay van Garderen   | Team HTC-High Road | +1"      |
|                    |                      |                    |          |
| 6                  | Robert Gesink        | Rabobank           | +8"      |
| 26                 | Thomas De Gendt      | Vacansoleil-DCM    | +3'00"   |

1e etappe ·
2e etappe ·
3e etappe ·
4e etappe ·
5e etappe ·
6e etappe ·
7e etappe ·
8e etappe ·
9e etappe ·
10e etappe ·
11e etappe ·
12e etappe ·
13e etappe ·
14e etappe ·
15e etappe ·
16e etappe ·
17e etappe ·
18e etappe ·
19e etappe ·
20e etappe ·
21e etappe
Startlijst · Eindstanden · Afbeeldingen